# Бионт
Био́нт (от др.-греч. βίων) — отдельный организм, в ходе эволюции приспособленный к обитанию в определённой среде (Экосистема).
Различают аэробионтов (обитателей суши и воздуха), гидробионтов (живущие в воде организмы; среди гидробионтов выделяют катаробионтов, обитающих в незагрязнённых холодных водах с большим количеством растворённого кислорода, и сапробионтов, обитающих в загрязнённых водах), геобионтов (обитателей почвы), паразитов (обитающих в других организмах).
В другом значении бионт — это организм или его часть, могущая вести самостоятельный образ жизни; так, бионтами могут быть названы лучи некоторых морских звёзд, которые, будучи оторваны от целого, продолжают жить и развивают новый организм.